# Matarraña
El Matarraña (en catalán Matarranya; oficialmente Matarraña/Matarranya) es una comarca aragonesa (España) situada en el noreste de la provincia de Teruel. Su capital administrativa es Valderrobres y su capital cultural es Calaceite. Su territorio corresponde aproximadamente con la cuenca del río Matarraña más la parte aragonesa de la cuenca del río Algars (o Algás).

## Municipios
La comarca engloba a los municipios de Arens de Lledó, Beceite, Calaceite, Cretas, Fórnoles, La Fresneda, Fuentespalda, Lledó, Mazaleón, Monroyo, Peñarroya de Tastavins, La Portellada, Ráfales, Torre de Arcas, Torre del Compte, Valdeltormo, Valderrobres y Valjunquera.

## Geografía
Limita al norte con el Bajo Aragón-Caspe, al este con la provincia de Tarragona, al sur con la provincia de Castellón y al oeste con el Bajo Aragón. La comarca de Matarraña se suele considerar parte del Bajo Aragón Histórico.
La comarca pertenece a la llamada Franja de Aragón, y en todos sus municipios la lengua local está entre las variedades clasificadas como dialectos del catalán. Además, toda la población conoce el castellano.
La naturaleza de la comarca, junto con su patrimonio histórico, ha sido descrito por la revista Vogue como "La Toscana española".

## Historia

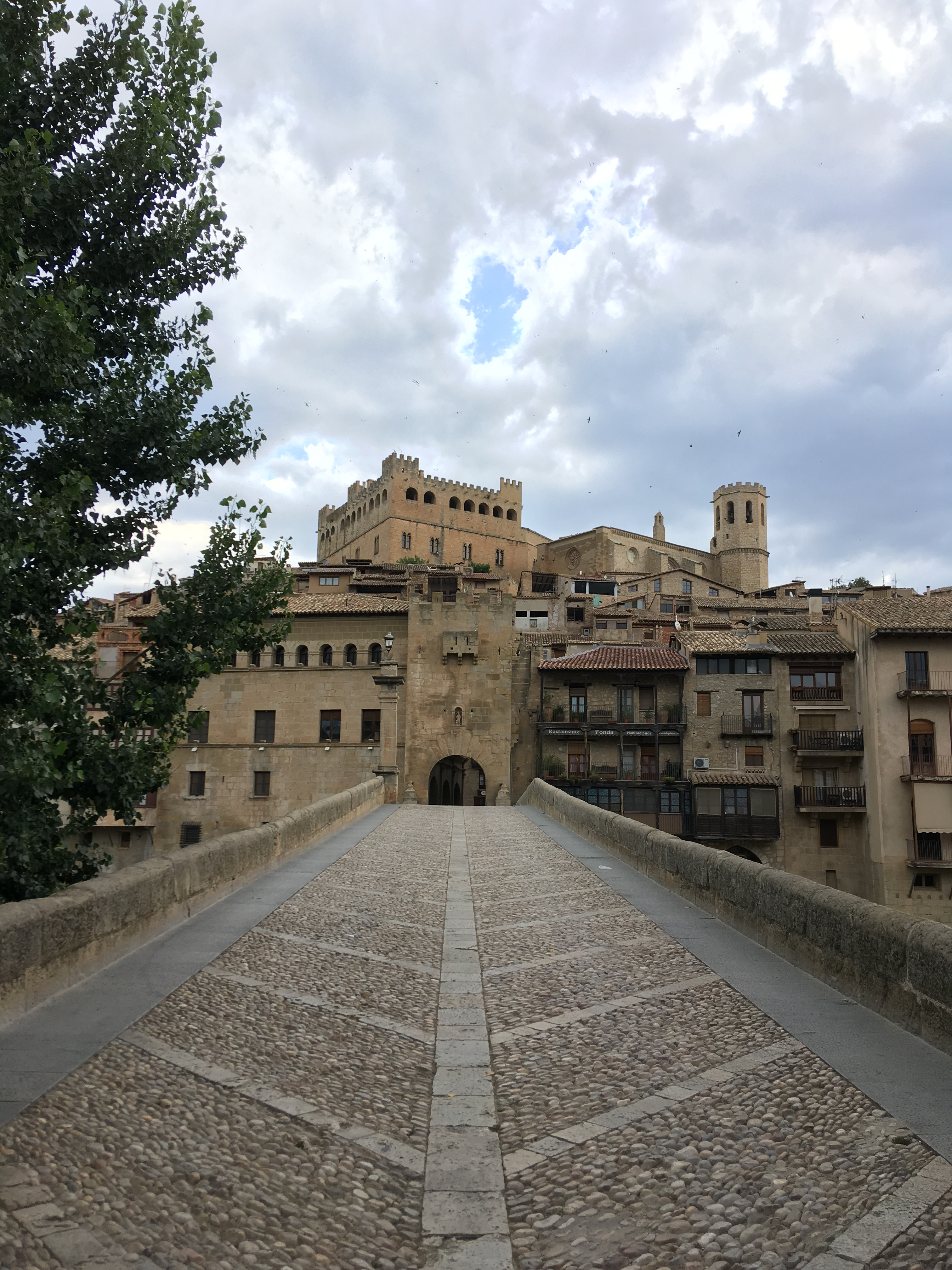
Villa histórica de Valderrobres, capital del Matarraña.

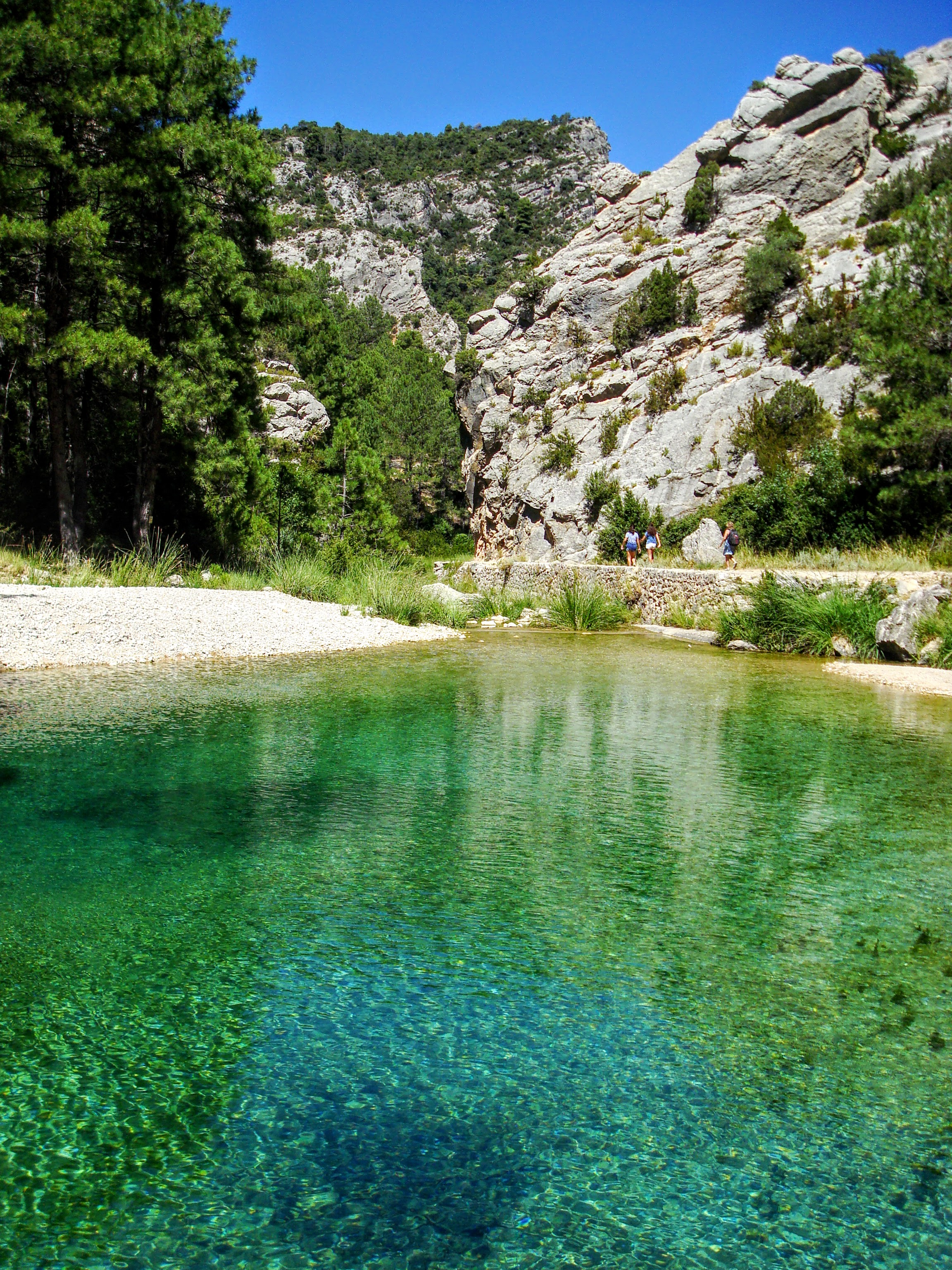
El Parrizal de Beceite, zona forestal de gran valor ecológico del Matarraña.

La comarca de Matarraña se encuentra en un espacio geográfico que históricamente ha sido un nexo entre las tierras del interior y la costa del Mediterráneo. Se encuentra en un punto de unión entre la Comunidad Valenciana y Cataluña, dentro de una zona geográfica muy montañosa conocida como Puertos de Tortosa-Beceite, que a su vez supone la unión del Sistema Ibérico con la Cordillera Costero-Catalana.
El arte rupestre levantino es el primer testigo que se encontró en el territorio y fue declarado Patrimonio de la Humanidad por la Unesco. El arqueólogo calaceitano Juan Cabré descubrió en 1903, en el Barranco del Calapatar en Cretas, el primer conjunto de estas manifestaciones pictóricas naturalistas en la Roca dels Moros (disponible en un museo). Posteriormente se encontraron las pinturas de la Fenellassa, en Beceite, los rastros de las cuales se alejan del naturalismo para adoptar formas de representación esquemática.
En el siglo VII y siglo V a. C., se desarrolló la época ibérica, cuando se constituyó uno de los momentos de mayor esplendor en el territorio del Matarraña. Son numerosos los poblados establecidos a partir del siglo V a. C., como el de los Castellanos, entre Cretas y Calaceite, El Piura del Barranc Fondo de Mazaleón, el Tossal Redó en Calaceite, etc. En este aspecto, el Poblado íbero de San Antonio de Calaceite jugó un papel predominante en la zona, hasta que finalmente fueron abandonados con la llegada de los romanos en 218 a. C.
La organización actual del territorio de Matarraña tiene su origen a finales del siglo XII, en tiempos de la reconquista cristiana, la que no se hizo efectiva hasta el reinado de Alfonso II. El año 1179 dio buena parte del territorio a la Orden de Calatrava, mientras que la Peña de Aznar Lagaya (con Fuentespalda, Valderrobres, Mazaleón, Torre del Compte y Beceite) se quedaba en manos del arzobispado de Zaragoza, promotores del castillo e iglesia de Valderrobres.
Durante la Edad Moderna, el aumento del poder municipal se plasma en la construcción de casas consistoriales tomando el diseño renacentista. En este período se asiste a una especialización en la producción del aceite, con un importante número de prensas donde se realizaba la molienda en campañas que duraban 8 o 9 meses. Y también se tuvo que hacer frente a los devastadores efectos de la guerra, al verse esta zona involucrada en la Sublevación de Cataluña de 1640 y la Guerra de Sucesión Española de 1705. Ya en el siglo XIX, con las guerras carlistas, los Puertos de Beceite se consolidan como un foco de resistencia durante el Trienio Liberal.
Hasta el 1833 el Matarraña formó parte del partido o corregimiento de Alcañiz; con la división provincial de este año quedó incluida en la Provincia de Teruel (excepto Aguaviva, que fue atribuido al de Castellote, todos los otros lugares pasaron a depender del partido judicial de Alcañiz).
El inicio de la guerra civil española en 1936 y la llegada de milicianos llevó a estas tierras la implantación de numerosas colectividades anarquistas, experiencia que finalmente fracasó. En 1938 la zona es tomada por las tropas franquistas, inciso a una cruenta y larga posguerra.
La ley de creación de la comarca es la 7/2002 del 15 de abril de 2002. Se constituyó el 1 de junio de 2002. Las competencias le fueron traspasadas el 1 de julio de 2002.

## Política

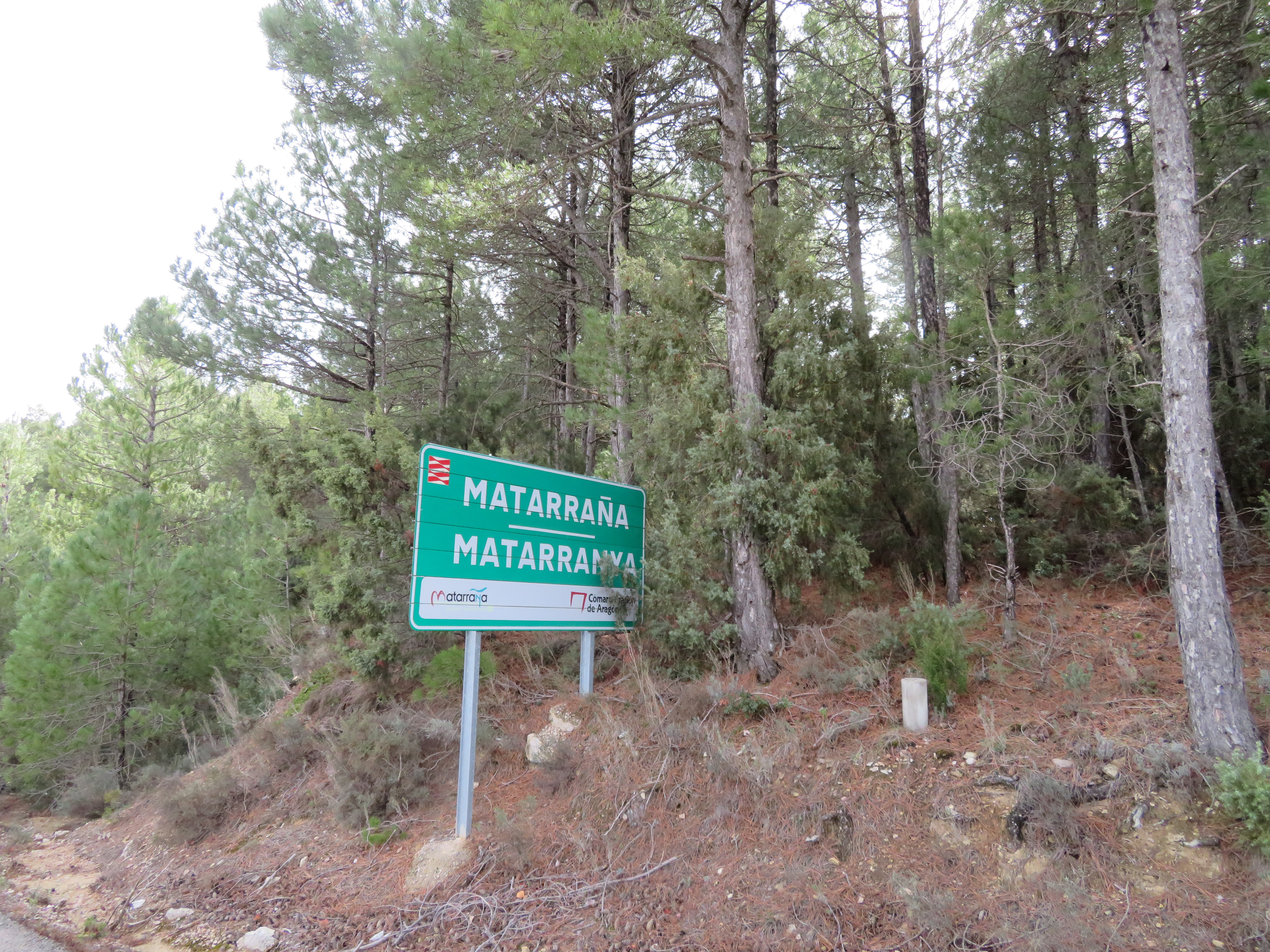
Comarca Matarraña, Teruel.

| Cargo          | Nombre                            | Ayuntamiento              | Partido Político |  |
| Presidente     | Fernando Camps Juan               | Alcalde de Cretas         | PP               |  |
| Secretario     |                                   |                           |                  |  |
| Vicepresidenta | Nerea Caldú Gabaldá               |                           | PP               |  |
| Consejero      | Carlos Sorolla Gil                | Concejal de Valderrobres  | PP               |  |
| Consejero      | Iñaki Urquizu Llop                | Concejal de Beceite       | PP               |  |
| Consejera      | Rosa María Orona Nieto            | Alcaldesa de Mazaleón     | PP               |  |
| Consejero      | César Bienvenido Alcober Timoneda |                           | PP               |  |
| Consejero      | Frederic Fontanet Alcina          | Alcalde de La Fresneda    | PP               |  |
| Consejero      | Jesús Diego Martí Gil             | Concejal de La Portellada | PP               |  |
| Consejera      | Carlota Núñez Monclús             | Alcaldesa de Calaceite    | PP               |  |
| Consejero      | Yolanda Herminia Alegre Serrano   | Concejal de Vinaceite     | PSOE             |  |
| Consejero      | Francisco Javier Cortés Yáñez     | Alcalde de Arens de Lledó | PSOE             |  |
| Consejero      | Javier Fortuño Ibáñez             | Concejal de Valderrobres  | PSOE             |  |
| Consejero      | Mihaita Marius Haghiac            | Concejal de Valderrobres  | PSOE             |  |
| Consejero      | Juan Miguel Monclús Boira         | Concejal de Calaceite     | Teruel Existe    |  |
| Consejera      | Inmaculada Antón Dilla            | Concejal de Valdeltormo   | Teruel Existe    |  |
| Consejero      | Pedro Javier Ciprés Mompel        |                           | Teruel Existe    |  |
| Consejera      | María Teresa Crivillé Herrero     | Alcaldesa de Lledó        | PAR              |  |
| Consejero      | Raúl Bordás Sancho                | Concejal de Valdeltormo   | PAR              |  |
| Consejero      | José Ignacio Belanche Roche       | Concejal de Valderrobres  | CHA              |  |

| Elecciones 2011 |       |         |         |            |
| Partido         | Votos | % Votos | Electos | Consejeros |
| PP              | 2.098 | 40,78%  | 44      | 8          |
| PSOE            | 1.442 | 28,03%  | 31      | 6          |
| PAR             | 1.300 | 25,27%  | 39      | 5          |
| CHA             | 239   | 4,65%   | 3       | 0          |
| ERC/ESQUERRA    | 66    | 1,28%   | 1       | 0          |
| Total           | 5.145 | 100%    | 118     | 19         |

## Territorio y población
| Municipio              | Extensión (km²) | % del total | Habitantes (2018) | % del total | Densidad (hab/km²) | Altitud (metros) | Distancia a/desde Valderrobres (km) | Pedanías |
| ---------------------- | --------------- | ----------- | ----------------- | ----------- | ------------------ | ---------------- | ----------------------------------- | -------- |
| Arens de Lledó         | 34,27           | 3,70        | 206               | 2,59        | 6,01               | 381              | 24,80                               |          |
| Beceite                | 96,72           | 10,44       | 541               | 6,80        | 5,59               | 579              | 6,80                                |          |
| Calaceite              | 81,33           | 8,78        | 1.011             | 12,80       | 12'43              | 511              | 21,50                               |          |
| Cretas                 | 52,66           | 5,69        | 571               | 7,23        | 10,84              | 563              | 10,20                               |          |
| Fórnoles               | 32,50           | 3,51        | 75                | 1,18        | 2'30               | 706              | 19,30                               |          |
| La Fresneda            | 39,37           | 4,25        | 443               | 5,37        | 11,25              | 579              | 11,60                               |          |
| Fuentespalda           | 39,35           | 4,25        | 286               | 3,89        | 7,26               | 712              | 12,60                               |          |
| Lledó                  | 15,82           | 1,71        | 172               | 2,09        | 10,87              | 458              | 17,20                               |          |
| Mazaleón               | 86,25           | 9,31        | 539               | 6,74        | 6,24               | 359              | 34,50                               |          |
| Monroyo                | 79,27           | 8,56        | 340               | 3,84        | 4,28               | 857              | 25,30                               |          |
| Peñarroya de Tastavins | 83,28           | 8,99        | 439               | 5,81        | 5,27               | 746              | 20,50                               |          |
| La Portellada          | 12,92           | 1,40        | 243               | 3,14        | 18,80              | 654              | 10,90                               |          |
| Ráfales                | 35,61           | 3,85        | 143               | 1,74        | 4,01               | 627              | 18,60                               |          |
| Torre de Arcas         | 34,41           | 3,72        | 89                | 1,27        | 2,58               | 746              | 31,60                               |          |
| Torre del Compte       | 19,57           | 2,11        | 132               | 1,96        | 6,74               | 497              | 14,10                               |          |
| Valdeltormo            | 16,85           | 1,82        | 279               | 4,00        | 16,55              | 436              | 26,00                               |          |
| Valderrobres           | 124,04          | 13,39       | 2.388             | 24,88       | 19,25              | 508              | --                                  |          |
| Valjunquera            | 41,84           | 4,52        | 325               | 4,67        | 7,76               | 552              | 16,80                               |          |
| Total                  | 926,06          |             | 8.222             |             |                    |                  |                                     |          |

## Lugares
- Cuarto viaducto ferroviario del Matarraña